# Isis King
Isis King, née le 1er octobre 1985, est un mannequin et designer américain. 
Elle a participé au cycle onze (en) et dix-sept (en) de la télé-réalité Top Model USA. Elle est la première femme trans à y avoir participé et est devenue ainsi l'une des personnalités transgenres les plus en vue à la télévision.

## Jeunesse et transition
Isis King est originaire d'Annapolis.
Alors qu'elle est à l'école secondaire, King fait son coming out gay. Elle affirmera plus tard que ce n'était pas la bonne « étiquette » la concernant. King obtient un associate degree en design et illustration de l'Art Institute de Philadelphie. Elle déménage par la suite à New York pour y effectuer sa transition et est recueillie par le Ali Forney Center pour jeunes sans-abris LGBTQ.
En 2007, King apparaît dans Born in the Wrong Body (Né dans le mauvais corps), une émission spéciale de MSNBC documentant la vie de jeunes transgenres des États-Unis. À l'été 2007, King débute une thérapie hormonale dans le cadre de sa transition. En 2009, elle bénéficie d'une chirurgie de réattribution sexuelle.

## Carrière
Le 3 juin 2021, elle a été choisie pour jouer le rôle de Sol Perez dans la série télévisée, With Love (en) créée par Gloria Calderón Kellett, diffusée sur Prime Video depuis le 17 décembre 2021. Elle joue aux côtés de Mark Indelicato, Emeraude Toubia, Vincent Rodriguez III, Rome Flynn et Desmond Chiam.

## Filmographie
- depuis 2021 : With Love (en) : Sol Perez (rôle principal, 11 épisodes)